# Jesper Lindberg
Jesper Lindberg, född 30 maj 1949 i Stockholm, är en svensk musiker, främst inriktad på amerikansk folkmusik, bluegrass och country. Han är mest känd som banjoist men spelar också pedal steel guitar, gitarr, mandolin och dobro. 
Lindberg har spelat med en lång rad orkestrar och var under 1980- och 1990-talet ofta anlitad som studiomusiker. Under 1987 gjorde han tillsammans med SR-producenten Tomas Blom en serie om tio program om countrymusikens historia, Countryfeber, för sändning i P3.

## Diskografi
Där Jesper Lindberg medverkar som artist eller är fast medlem i orkestern:
- Rune Andersson, Andersson Road, 1970
- Festen på Gärdet (en sång med Homesick Band), 1971
- Growing Grass, 1971
- Grus i Dojjan spelar Hullimullan, 1971
- Grus i Dojjan, Levande musik, 1973
- Grus i Dojjan, Slarvigt men säkert, 1974
- Jesper Lindberg & Hounds of Heaven, Saturday Nite Special, 1975
- Grus i Dojjan, I klackbaren, 1978
- Thomas Wiehe & Hullimullan Band, Fågeln i mig, 1980
- Björn Afzelius, Globetrotter, 1980
- Jan Hammarlund, Järnvägsräls, 1982
- Grus i Dojjan, Efter kaffet, 1982
- Anders F Rönnblom, Bravado Bravado, 1989
- Eldkvarn, Cirkus Broadway, 1989
- Anders F Rönnblom, Boulevardminnen, 1990
- Anders F Rönnblom, Våld, 1991
- Eldkvarn, Tempel av alkohol, 1994
- Eldkvarn, Sånger från Nedergården, 1994
- Grus i Dojjan, Från folkfest till pilsnerpunk, 1995
- Möra-Per, Mannen på fel plats, 2003
- Jesper Lindberg, Banjoism, 2005
- Möra-Per, Sovande stad, 2006
- Anders F Rönnblom, Underground 1, 2007
- Möra-Per, Brev till en vän, 2008
- Anders F Rönnblom, Underground 2, 2008
- Möra-Per, Stockholm–Oslo, 2014
- Ballroom Band, Skebobruk sessions, 2014